# Pradamano

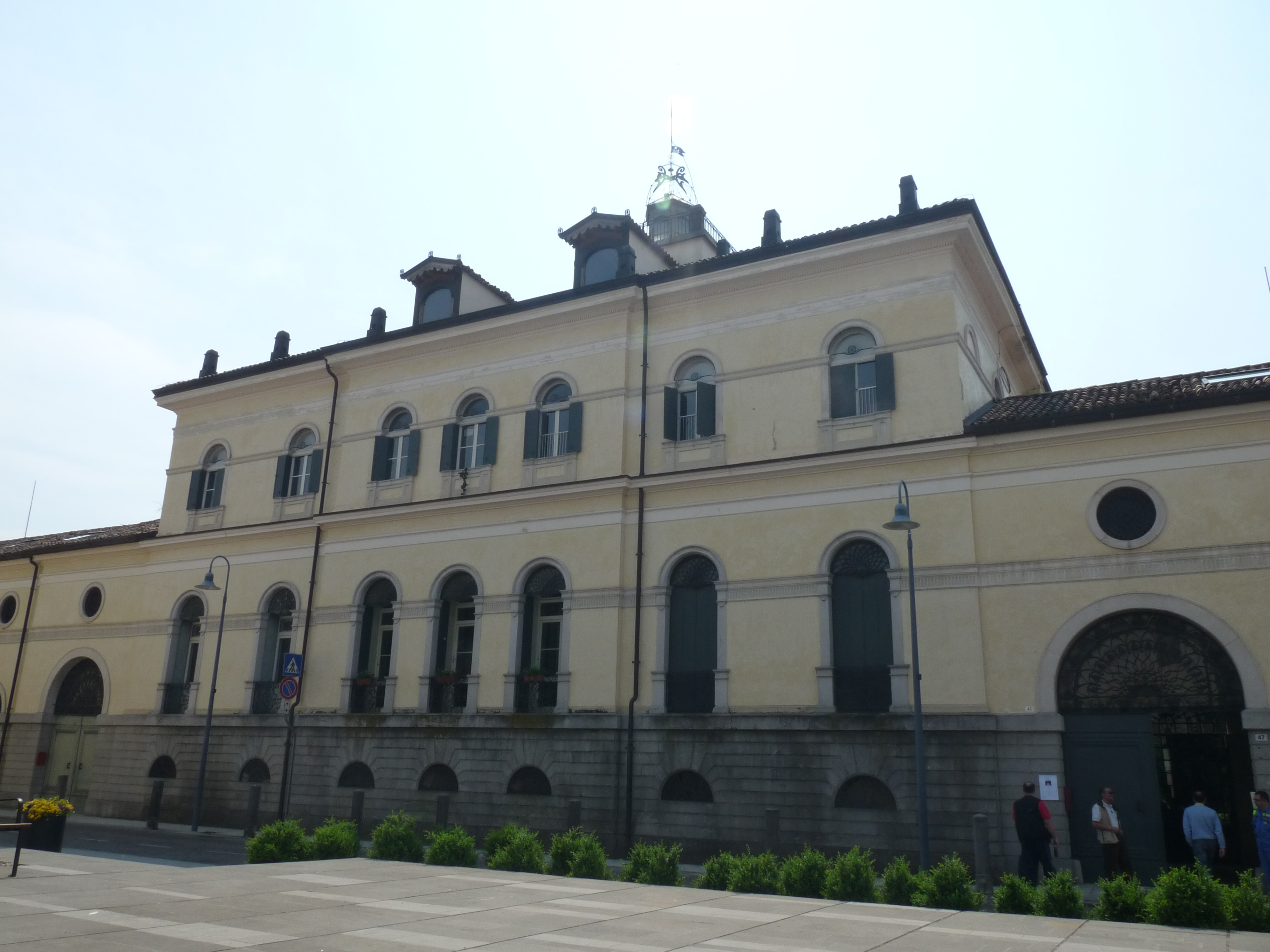
Villa Giacomelli

Pradamano (im furlanischen Dialekt: Pradaman) ist eine nordostitalienische Gemeinde (comune) mit 3533 Einwohnern (Stand 31. Dezember 2023) in der Region Friaul-Julisch Venetien. Die Gemeinde liegt etwa vier Kilometer südöstlich von Udine am Torre.

## Gemeindepartnerschaften
Pradamano unterhält eine Partnerschaft mit der österreichischen Gemeinde Bad Bleiberg (Kärnten).

## Verkehr
Der Bahnhof der Gemeinde an der Bahnstrecke Udine–Triest wurde 2002 geschlossen. Durch die Gemeinde führt die frühere Strada Statale 56 di Gorizia (heute eine Regionalstraße) von Udine kommend nach Gorizia.